# Campocerrado
Campocerrado es una localidad del municipio de Martín de Yeltes, en la comarca del Campo de Yeltes, provincia de Salamanca, España.

## Historia

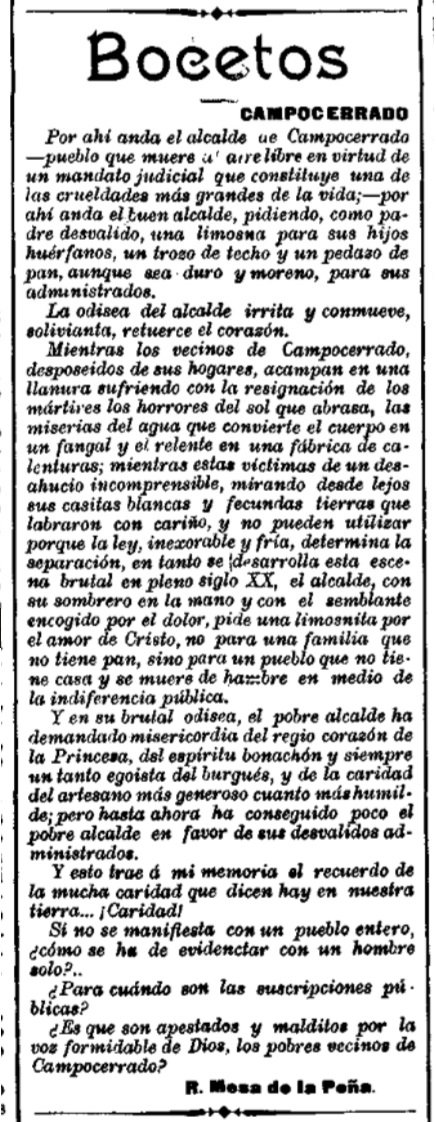
Artículo sobre el desahucio de Campocerrado, publicado en el periódico La Correspondencia Militar el 21 de agosto de 1902

La fundación de Campocerrado se remontaría a la repoblación efectuada por los reyes de León en la Edad Media, quedando encuadrado en el Campo de Yeltes de la diócesis de Ciudad Rodrigo tras la creación de la misma por parte del rey Fernando II de León en el siglo XII, tomando entonces el nombre de Canpiçerrado.
Con la creación de las actuales provincias en 1833, Campocerrado quedó encuadrado en la provincia de Salamanca, dentro de la Región Leonesa, integrándose en 1902 en el municipio de Martín de Yeltes, en el que ya aparece en el censo de 1910.
La desaparición de Campocerrado en cuanto que localidad propiamente dicha, se data en el año 1902, cuando sus vecinos fueron desahuciados por la Guardia Civil para convertir el municipio en una dehesa de pasto para reses bravas, como consecuencia de la solicitud efectuada ante el juzgado por los nuevos propietarios del término, los Cobaleda, que habían comprado las tierras a los condes de Santa Coloma, imponiendo tras dicha compra una desorbitada renta a los habitantes de Campocerrado, a la que los vecinos no pudieron hacer frente. Sus hasta entonces alcalde y secretario, llegaron a desplazarse hasta Guipúzcoa, para intentar pedir el amparo del rey, y que les auxiliase ante dicho desahucio, no teniendo éxito. Por este motivo, algunas fuentes apuntan al éxodo de los vecinos en dirección hacia Andalucía, para embarcar en el puerto de Gibraltar hacia América como emigrantes. En el último censo previo al desahucio de Campocerrado, el de 1900, la localidad contabilizaba una población de 162 habitantes y 43 hogares habitados.

## Geografía humana

### Demografía
| Gráfica de evolución demográfica de Campocerrado entre 1842 y 1900 |
| |
| Población de derecho según los censos de población del INE Población de hecho según los censos de población del INEEntre el censo de 1910 y el anterior, este municipio desaparece porque se integra en el municipio 37183 (Martín de Yeltes) |

En 2017 contaba con una población de 11 habitantes, de los cuales 9 eran varones y 2 mujeres (INE 2017).
| Gráfica de evolución demográfica de Campocerrado entre 2000 y 2017                       |
|                                                                                          |
| Fuente: Instituto Nacional de Estadística de España - Elaboración gráfica por Wikipedia. |

### Economía
La actividad económica de Campocerrado gira en torno a la ganadería de dehesa.